# Stanley Rachman
Stanley Jack Rachman (19 de enero de 1934- 2 de septiembre de 2021) fue un psicólogo canadiense, profesor emérito del Departamento de Psicología de la Universidad de Columbia Británica en Vancouver, Canadá.

## Aportes
Rachman es conocido por sus trabajos acerca del trastorno obsesivo-compulsivo (OCD) y otros trastorno de ansiedad. Sus contribuciones han sido reconocidas por varios premios. Fue editor de la revista Behaviour Research and Therapy hasta su jubilación. Piblicó libros y centenares de artículos sobre el trastorno obsesivo-compulsivo y otros trastornos de ansiedad, proponiendo modelos cognitivos nuevos y de intervención. También propuso una nueva conceptualización revisada de algunos tipos de miedo.